# G. D. Spradlin

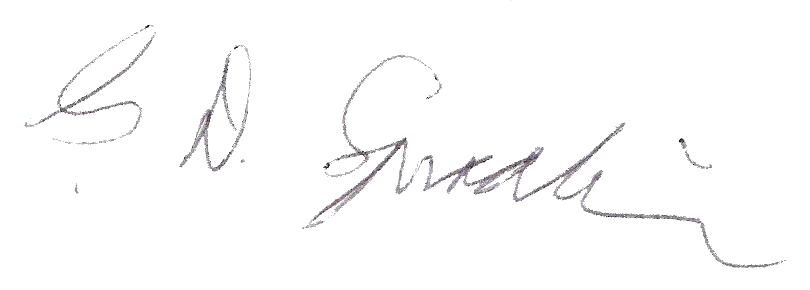
G.D. Spradlin

Gervase Duan Spradlin est un acteur américain, né le 31 août 1920 à Pauls Valley, dans l'Oklahoma (États-Unis), et mort le 24 juillet 2011 à San Luis Obispo, en Californie.

## Filmographie

### Cinéma
- 1968 : Will Penny, le solitaire (Will Penny) de Tom Gries : Anse Howard
- 1969 : Number One de Tom Gries : docteur Tristler
- 1969 : hell's angels'69 de Lee Madden
- 1970 : Zabriskie Point de Michelangelo Antonioni : l'associé de Lee
- 1970 : Tora ! Tora ! Tora ! de Richard Fleischer, Toshio Masuda et Kinji Fukasaku
- 1970 : Monte Walsh de William A. Fraker
- 1971 : Les Charognards (The hunting party) de Don Medford
- 1974 : Le Parrain 2 (The godfather : Part II) de Francis Ford Coppola : le sénateur Pat Geary
- 1976 : One on One de Lamont Johnson
- 1977 : MacArthur, le général rebelle (MacArthur) de Joseph Sargent : le général Eichelberger
- 1979 : Apocalypse Now de Francis Ford Coppola : le général Corman
- 1979 : North Dallas Forty de Ted Kotcheff
- 1980 : La Formule (The formula) de John G. Avildsen
- 1982 : Meurtres en direct (Wrong is right) de Richard Brooks
- 1983 : La Loi des seigneurs (en) (The lords of discipline) de Franc Roddam
- 1984 : Tank de Marvin J. Chomsky
- 1989 : La Guerre des Rose (The war of the Roses) de Danny DeVito
- 1991 : Aux cœurs des ténèbres : L'Apocalypse d'un metteur en scène (Hearts of Darkness: A Filmmaker's Apocalypse), documentaire de Eleanor Coppola, George Hickenlooper et Fax Bahr
- 1994 : Clifford de Paul Flaherty
- 1994 : Ed Wood de Tim Burton : le révérend Lemon
- 1995 : Canadian Bacon de Michael Moore
- 1995 : Meurtre en suspens (Nick of time) de John Badham
- 1996 : Au revoir à jamais (The long kiss goodnight) de Renny Harlin
- 1999 : Dick, les coulisses de la présidence (Dick) de Andrew Fleming : Ben Bradlee

## Télévision
- 1969 : Le Virginien saison 8 épisode 10 (Home to Methuselah) : The preacher
- 1973 : Le vieux guerrier (KUNG FU, saison 1, épisode 15) : Lucas Bass
- 1977 : Le Mystère de la chambre forte (Columbo, saison 7, épisode 1) : Martin Hammond
- 1978 : Les Héritiers (Rich Man, Poor Man - Book II)
- 1986 : Resting Place de John Korty
- 1992 : Les Visiteurs de l'au-delà (TV) de Dan Curtis : Général Hanley

## Réalisateur et producteur
- 1972 : The only way home
- 1972 : Red, White and Busted (Outside In), avec Allen Baron